# リーベルタース

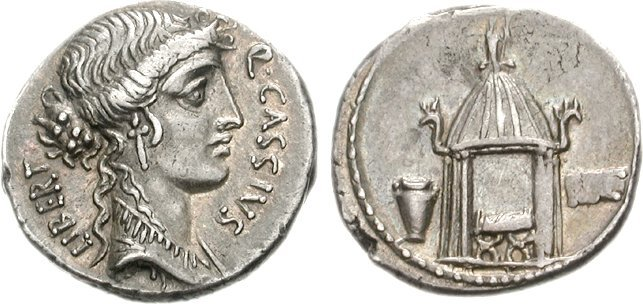
リーベルタースを描いたコイン。

リーベルタース(Libertas)は、ローマ神話における自由の女神。
長母音を省略してリベルタスとも表記される。その名前はラテン語で「自由」を意味する。
即ち奴隷ではない自由市民の条件たる自由の擬人化した女神で、元々は個人の自由を司る女神であるが、後に帝制時代の政治的自由の女神となった。